# The Pitts
The Pitts es una serie de televisión de comedia estadounidense que se emitió en Fox entre marzo y abril de 2003. Se trata de una familia y su mala suerte. El programa presentaba tramas absurdas y llenas de toques fantasiosos dentro del contexto de una comedia familiar aparentemente normal. Fue cancelada después de dos meses, teniendo un total de 5 episodios y 2 episodios sin emitir.

## Elenco
- Dylan Baker como Bob Pitt, el padre de la familia.
- Kellie Waymire como Liz Pitt, la madre de la familia.
- Lizzy Caplan como Faith Pitt, la hija mayor de Bob y Liz.[2]
- David Henrie como Petey Pitt, el hijo menor de Bob y Liz.

## Recepción
Los Pitts tuvo una recepción mayoritariamente negativa por parte de los críticos.

## Cancelación e intento de regreso fallido
Fox ordenó siete episodios para la serie, pero fue cancelada después de emitirse sólo cinco de los siete episodios. Los dos últimos episodios que se emitieron en Fox se emitieron la misma noche. Los dos últimos episodios de la serie se emitieron dos años después en Reino Unido.
El 10 de octubre de 2007, Fox anunció que se estaba desarrollando una versión animada del programa. Del elenco principal de la serie original, solo Lizzy Caplan y Dylan Baker firmaron para repetir sus papeles. Kellie Waymire murió en 2003, y Allison Janney iba a reemplazarla. El papel de Petey iba a ser interpretado por Andy Milonakis en reemplazo de David Henrie, quien en ese momento ya estaba protagonizando Wizards of Waverly Place de Disney Channel.
El 24 de julio de 2008, se anunció que la producción de la serie animada había sido cancelada después de que el piloto no logró impresionar a los ejecutivos de Fox.